# Marketing de relacionamento
Marketing de relacionamento ou Marketing relacional corresponde ao trabalho de mercadologia voltado para o relacionamento com clientes e fornecedores.

## Definição
Com Macarrena (1991), marketing de relacionamento ou pós-marketing significa construir e sustentar a infraestrutura dos relacionamentos de clientes. É a integração dos clientes com a empresa, desde o projeto, desenvolvimento de processos industriais e de vendas. Segundo Morgan e Hunt (1994, p. 22) marketing de relacionamento consiste em “todas as atividades de marketing voltado a estabelecer, desenvolver e manter troca relacional bem sucedida”.
Vavra (1993) define o marketing de relacionamento como o processo de garantir satisfação contínua e reforço aos indivíduos ou organizações que são clientes atuais ou que já foram clientes. Os clientes devem ser identificados, reconhecidos, comunicados, aditados em relação à satisfação e respondidos.
Segundo o livro Mercator XXI (11ª Edição), o marketing relacional tem o seu foco nos clientes já existentes e não na angariação de novos clientes e para que uma empresa possa apostar no marketing relacional e conseguir fidelizar os seus clientes, deverá ter em atenção alguns pontos, nomeadamente: conhecer bem o cliente, saber comunicar e escutar as suas necessidades e reconhecer a sua fidelidade. Existem diversas ferramentas que podem ser utilizadas para atingir os objetivos propostos pelo marketing relacional, nomeadamente a criação de bases de dados, a criação de uma página na internet com um fórum, a realização de inquéritos para medir a satisfação do cliente e os seus gostos e sugestões, a existência de um sistema que premie a fidelidade dos clientes ou mesmo a realização de eventos centrados nos clientes.
As empresas atualmente passaram a ter como foco principal, o cliente, ou seja, conhecer o cliente por perto, se relacionar com ele, e com a globalização,os produtos se tornam cada vez mais diversificados e os clientes deixaram de lado os preços e se atentaram mais aos aspectos de relacionamento, o cliente quer atenção, se sentir bem acomodado. A maior preocupação do marketing de relacionamento é levar os seus clientes ao encantamento, satisfazendo suas necessidades para garantir a sobrevivência no mercado.
O marketing de relacionamento objetiva criar, e continuamente tornar sólido o relacionamento com os clientes e todos os demais públicos, e esses objetivos são alcançados mediante a compreensão das necessidades dos clientes e a melhor qualidade possível do atendimento das necessidades individuais.
Gordon (1998, p. 31) declara que “marketing de relacionamento é o processo contínuo de identificação e criação de novos valores com clientes individuais e o compartilhamento de seus benefícios durante uma vida toda de parceria”.
Atualmente, o marketing mudou o foco nas relações individuais para a construção de relacionamentos que ofereçam valor em longo prazo para o cliente, no entanto para isso acontecer, é necessário que haja uma completa sintonia na empresa,cujo objetivo seja criar bons relacionamentos nos campos econômico, jurídico e social,que resultam em alta lealdade do cliente.
Stone (1992, p. 20) afirma que marketing de relacionamento é “a utilização de uma ampla gama de abordagens de marketing, vendas, comunicação, serviço e atendimento ao cliente para identificar os clientes individuais de uma empresa e os clientes que ela possui, e gerenciar esse relacionamento para beneficiar os clientes e a própria empresa”.
Através do marketing de relacionamento as organizações podem planejar ações cujo objetivo seja a criação de um relacionamento com os clientes, de forma que eles fiquem mais satisfeitos com os produtos e também podem para que possam indicar a empresa para outras pessoas.
Kotler (1998, p. 30), afirma que as empresa podem utilizar o Marketing de Relacionamento como uma “prática da construção de relações satisfatórias ao longo prazo com partes-chaves- consumidores, fornecedores e distribuidores - para reter sua preferência e negócio são longo prazo”.
É muito importante que as empresas construam um relacionamento duradouro com os clientes, tendo em vista haver uma afinidade do cliente em relação à empresa, no qual o cliente é tão importante quanto o produto da empresa, devendo ele receber atenção continua, portanto, o marketing de relacionamento constrói relações em longo prazo. 
O marketing de relacionamento é baseado na premissa de que os clientes importantes precisam receber atenção continua. Os vendedores que trabalham com cliente-chave devem fazer mais do que visitas para recolhimento de pedidos,devendo visita-los em outras ocasiões, receber e fazer sugestões, ou seja deve inserido na vida da empresa e do cliente. (VAVRA, 1993, p.66). 

### Características
As principais características são:
- Interatividade: o cliente toma quando quer a iniciativa do contato, como receptor e emissor das comunicações;
- Personalização: todas as ações são direcionadas e personalizadas. As empresas podem e devem dirigir mensagens distintas a cada cliente, adequadas às suas circunstâncias e historial.
- Memorização: todas as ações deverão ser registradas em memória contendo a identidade, os dados, as características, preferências e detalhes das interações mantidas com os clientes.
- Receptividade: as empresas devem passar a falar menos e a escutar mais. Além do mais deverão permitir que seja o cliente quem decida se quer ou não manter uma relação, quem defina a forma de comunicação e se a quer manter ou alterá-la.
- Orientação para o cliente: as empresas deverão acabar com os product managers e passar para os consumer managers, centrando-se assim mais no consumidor, suas necessidades e todas as formas para que sejam satisfeitas.
- Praticar o BtoB e o BtoC: o marketing relacional não se deve centrar apenas no Business to Consumer. Deverá também apostar no Business to Business por forma a desenvolver e explorar todas as formas de potenciação do seu negócio.

## Utilização
Pode-se dizer que nos dias de hoje, o marketing relacional é prática comum da maioria das empresas, pois ao desenvolvimento de estratégias de retenção de clientes estão associadas algumas vantagens para as empresas, nomeadamente: aumento da frequência das relações negociais, aumento do volume de negócios, redução de custos devido à diminuição da rotação dos clientes e clientes inativos podem novamente ser clientes ativos.
Com o passar dos anos, o marketing de relacionamento tem vindo a ter uma maior importância junto das empresas porque com os cortes de custos verificados, as empresas conseguem através desta área do marketing, medir resultados e perceberem o seu impacto direto nas vendas. Verifique a importância do marketing de relacionamento com mais abrangência nas sessões seguintes.
Para se ter uma ideia de sua importância atualmente, segundo dados da Marketing Metrics, a probabilidade de vender para um cliente existente é de 60% a 70%, enquanto a chance de vender para novos clientes é de 5% a 20%.

### Criação de estratégias
De maneira geral, consiste em uma estratégia de negócios que visa a construir pró-ativamente relacionamentos duradouros entre a organização e seus clientes, contribuindo para o aumento do desempenho desta e para resultados sustentáveis. O processo de marketing de relacionamento deve se iniciar com a escolha certa do cliente, a identificação de suas necessidades, a definição dos serviços prestados e agregados, a busca da melhor relação custo/benefício e ter funcionários motivados e capacitados a atender estes clientes adequadamente. O contexto de administrar o relacionamento com o cliente serve para que a empresa adquira vantagem competitiva e se destaque perante a concorrência. O objetivo maior torna-se manter o cliente através da confiança, credibilidade e a sensação de segurança transmitida pela organização.

### Busca de vantagens competitivas
Drucker (1999) elegeu algumas regras fundamentais para a utilização do marketing de relacionamento na busca por vantagem competitiva:
- O relacionamento com o cliente é de responsabilidade da empresa. Qualquer reclamação ou conflito por parte do cliente é provocado por uma falha empresarial.
- A empresa deve perguntar-se constantemente o que pode ser feito para facilitar e melhorar a vida de seus clientes.

Em complemento, Kanter (2001) enfatiza os seguintes aspectos no relacionamento com o cliente:
- Conhecer profundamente o cliente.
- Tornar o cliente conhecido por todos os funcionários da empresa. Ele não deve aguardar para que alguém o identifique e solucione seus problemas adequadamente.
- Transformar o cliente em sócio de um clube exclusivo, ou seja, proporcionar atividades e disponibilizar recursos que só os clientes da empresa têm acesso.

Alguns estudiosos acreditam que a mensuração da satisfação dos clientes pode ser o diferencial de empresas bem-sucedidas em relação a outras. A empresa precisa ter essa mensuração externa por uma ou todas as razões seguintes:
- satisfação de clientes é frequentemente equiparada a qualidade;
- o compromisso por um programa de satisfação de clientes demonstra liderança em uma categoria de negócios;
- mensurações internas de satisfação de clientes podem ser inadequadas ou impróprias;
- ouvindo os clientes, as empresas podem se beneficiar e passar a ser voz ativa no mercado;
- muitos clientes não reclamam abertamente porque podem achar que nada vai ser feito;
- um programa de satisfação de clientes é uma poderosa ferramenta para estimular a melhoria dos produtos ou serviços;
- os concorrentes podem já ter adotado programas de satisfação de clientes bem-sucedidos (VAVRA et al, 1993, p.170).

### Relacionamento e Retenção de Clientes
Segundo Madruga (2011, pág. 21) "O marketing de relacionamento é considerado uma revolução do marketing e precisou absorver diversas formas de conhecimento que, afinal de contas, lhe foram complementares"
Uma parte do Marketing de Relacionamento envolve a retenção dos clientes que a empresa possui, ou seja, todas as ações de melhoria no Marketing e de Produto (ou serviço) para evitar que clientes atuais cancelem o serviço ou deixem de comprar da empresa. pois segundo Madruga (2011, pág. 06) "[...] se refere a toda atividade de marketing direcionada a estabelecer, desenvolver e manter trocas relacionais de sucesso".
Uma métrica importante para medir a Retenção de Clientes é a taxa de rejeição. Para calculá-la basta saber quantos clientes a empresa possuía no início de um período (mês, por exemplo) e quantos ela perdeu ao final desse mesmo período. Se ela começou janeiro com 100 clientes, e deles 5 cancelaram a taxa de cancelamento é de 5%. Não entra nesse cálculo novos clientes durante o período.
Existem diversas ações do Marketing de Relacionamento para evitar que a Taxa de Rejeição seja muito alta, entre elas:
- Suporte ao Cliente: essa área vem tendo cada vez mais interfaces com o Marketing da empresa pois um cliente satisfeito promove a marca, e gera o chamado marketing espontâneo. A dica é que a empresa esteja em vários canais de comunicação ao mesmo tempo (e-mail, redes sociais, telefone, etc.) e responda-os o mais rápido possível. Essa rapidez no contato gera uma ótima impressão.

- Entrega de resultados concretos: o modelo atual de prestação de serviços não tolera mais contratos leoninos e cláusulas abusivas. O cliente está cada vez mais informado e sua empresa precisa entregar um valor concreto para que ele continue sendo seu cliente. Esse valor pode vir na forma de um ótimo produto, de um retorno financeiro, ou diminuição de riscos, por exemplo. O importante é que o cliente não tenha a expectativa quebrada por um produto ou serviço que não entrega o resultado acordado.

### Customer Relationship Manegement - CRM
A principal ideia do CRM é manter-se em contato com os clientes, buscando formas de fidelizar o cliente, de acordo com Stone, Woodcock e Machtynger (2011, pág. 13) "Customer Relationship Manegement [...] é aprender a implementar as melhores práticas de gestão de clientes, bem como os sistemas que permitam tal implementação".
O pensamento  estratégico baseado no marketing de relacionamento e CRM vem fazendo com que as ações que eram voltadas exclusivamente para mídia de massa [...] caminhem para o relacionamento através de canais mais interativos e individualizados, como por exemplo, os call centers e a internet, pelos quais é possível dialogar com clientes  (MADRUGA, 2011, Pág. 14).

### Medição de satisfação do cliente
De acordo com Vavra (1993, p.255) os relacionamentos bem-sucedidos com clientes exigem prática constante e intensas técnicas de pós-marketing. Um dos esforços mais evidentes é a coleta de informações a respeito dos clientes, também é sugerida como atividade de pós-marketing a elaboração de um programa de mensuração da satisfação do cliente. Tal programa fornece um feedback do cliente referente a qualidade dos produtos ou serviços e sugere caminhos para futuras mudanças e melhorias.
Para Vavra (1993), toda empresa que aceita o desafio de pós-marketing deve aplicar-se a oferecer satisfação através de seus produtos e serviços, o que requer conhecimento a respeito das expectativas dos clientes, outrossim, a maioria dos programas de mensuração de satisfação, além de apontar níveis de satisfação, fornece conhecimento a respeito das expectativas dos clientes. Tais programas auxiliam a empresa na priorização de tais expectativas e mudanças que essas possam sofrer, além de permitirem que se conheça o valor das necessidades existentes (VAVRA, 1993, p.165).
A TARP (Technical Assistance Research Programs Institute, 1986) apud Vavra (1993, p.169) estima que apenas 01 em 27 clientes insatisfeitos voltará a fazer negócio com uma empresa por iniciativa própria.
Existe ainda uma evidência muito forte a respeito do valor de contribuição para o lucro da clientela satisfeita. Estudos mostram que o desempenho financeiro da empresa está relacionado à qualidade percebida dos bens ou serviços de uma empresa.
O marketing relacional tem as suas origens no marketing direto e implica por parte da empresa, um forte conhecimento dos gostos dos seus clientes, quer sejam produtos, marcas ou serviços. O seu desenvolvimento permite uma evolução da empresa, uma vez que para satisfazer os seus clientes, tem que ser mais pró-ativa, escutando as opiniões dos clientes e os seus desejos. Ao fazê-lo cria espaço para o desenvolvimento de novos produtos ou serviços personalizados.

### Emprego, cenários e outras explicações
As empresas de comércio tradicional e outras, cada vez mais adotam o marketing relacional como uma forma de desenvolverem a sua estratégia de marketing, pois é no conhecimento individual dos gostos do cliente e na compreensão da sua qualidade / satisfação percebida, que conseguem manter os clientes “da casa” e angariar novos clientes pelo “passa palavra”.
O marketing relacional é um projeto de longo prazo e com uma grande interatividade entre empresa e cliente. Uma empresa pode desenvolver a sua estratégia de marketing relacional recorrendo a alguns meios de comunicação (televisão interativa, mensagens SMS, Internet, telemarketing e direct mail). Para que possa obter melhores resultados a empresa deve conjugar os vários meios de comunicação e não deve apostar apenas num único.
A Internet assume um papel relevante no marketing relacional, devido à interatividade que proporciona entre o consumidor e a empresa, permitindo um conhecimento mais detalhado dos gostos dos clientes. O envio de mails e/ou newsletters tem aumentado significativamente, tendo em conta que cerca de 48,3% das habitações situadas no território nacional português já possuem ligação à internet.
Com o desenvolvimento das tecnologias de informação a grande maioria dos consumidores passou a estar mais informada e passaram a ser mais exigentes. Os consumidores optam pela qualidade em detrimento da sua fidelidade a uma empresa ou marca, e é neste contexto que o marketing relacional é visto como uma estratégia importante a ser considerada.
Para que uma empresa consiga implementar uma estratégia de marketing relacional eficaz deve seguir o método IDIC desenvolvido por Don Peppers e Martha Rogers na década de 90. O método IDIC significa: Identificar, Diferenciar, Interagir e Customizar, sempre orientado para o cliente.
Segundo textos contidos no Mercator XXI, a principal ideia no marketing one to one é que as empresas têm que conhecer os clientes, saber como querem ser tratados e tratá-los de forma diferenciada. Individualmente os clientes não são tratados de uma mesma forma, mas a empresa considera as suas opiniões e melhora o relacionamento para com esses clientes.
Numa estratégia de marketing one to one, as empresas têm que proceder a algumas alterações internas de forma a rentabilizarem o investimento, naquele que é um dos seus objetivos principais, a fidelização de clientes. As áreas que poderão necessitar de reestruturação para fazer face a esse objectivo poderão ser a produção, a logística e distribuição e mesmo o planeamento.
Nos últimos anos temos vindo a assistir a um maior esforço das empresas no que diz respeito ao estabelecimento de relações mais duradouras com os seus clientes, devido ao desenvolvimento de práticas de marketing relacional. Este desenvolvimento tem sido motivado pelo fato de cada vez mais a rotação dos clientes ser elevada e também ao aumento de produtos substitutos e/ou concorrentes. Cada vez mais as empresas devem efetuar esforços para manter clientes, pois é mais econômica a sua manutenção do que a conquista de novos clientes ou mesmo a recuperação de clientes perdidos.
Já em 1990, Reicheld y Sasser, demonstraram que os ganhos obtidos pelas empresas na retenção de clientes são significativos, e que na maioria dos casos estudados, os clientes antigos superavam os clientes novos em termos de volume de negócios. Hoje em dia as empresas devem estar despertas para esta situação, pois os factores que propiciam a rotação de clientes têm vindo a aumentar, nomeadamente: elevada oferta de produtos similares / substitutos, o número elevado de publicidade efetuada, as alterações nos canais de distribuição, o elevado número de superfícies comerciais, a existência de produtos de marca branca que alcançam quotas de mercado significativas e a gestão do orçamento familiar (alguns produtos são preteridos – apenas é adquirido o que realmente é necessário).
O marketing relacional deve ter como sua principal preocupação a manutenção e aprofundamento de uma relação duradoura com os clientes (Berry L., 1995; DuPont R., 1998). Assim sendo, o marketing relacional deve ser encarado como uma relação de longo prazo, tendo como objetivo a retenção de clientes e a sua beneficiação, assente na confiança e compromisso tendo como foco a emoção e a intimidade com o cliente. O cliente deve ter noção de que existe valor acrescentado ao efetuar a aquisição de bens ou serviços. A noção de valor acrescentado de um bem ou serviço tem sido alcançada mais rapidamente pelo desenvolvimento das tecnologias de informação. Atualmente as empresas investem em programas informáticos que lhe permitem manter fichas atualizadas de clientes e saber as suas preferências (CRM é uma das possibilidades).
Tendo como bases este pressuposto, é perceptível o porquê da alteração de estratégias de marketing, para novas estratégias em que o mais importante é a manutenção de relações comerciais sólidas e duradouras com os clientes, para que seja possível o desenvolvimento do negócio e a sua sustentabilidade. A manutenção de clientes deve ser encarada no longo prazo.